# Прохорівка (Черкаський район)
Прохорі́вка — село в Україні, в Черкаському районі Черкаської області, у складі Ліплявської сільської громади.

## Історія
Назва села походить або від імені першого поселенця Прохора, або від козацького роду Прохоровичів.
Прохорівка виникла в часи масових утеч закріпаченого селянства Правобережжя на вільні задніпровські землі.
Вперше село згадується в люстрації Київського воєводства 1622 року як містечко в складі Канівського староства. Зображено село було також і на мапі Боплана. Спочатку Прохорівка була козацьким поселенням, в 1648 році увійшла до складу Бубнівської сотні, а з 1735 року стала центром окремої сотні.
Під час Північної війни прохорівці у складі Переяславського полку 1701 року взяли участь у бою під Єрестефером. Пізніше вони захищали Полтаву від шведських військ. Тут особливо відзначився козак Михайло Прохоренко (Прохорович). 1708 року він був бубнівським сотником. З 1709 по 1781 рік Прохорівка — місце знаходження Бубнівського сотенного управління. 
В 1729—1731 роках село було «вільне і диспозиції гетьманській належне», в якому налічувалось 25 козацьких дворів. За даними Генерального опису Лівобережної України 1765—1769 років та ревізії 1767 року в Прохорівці налічувалось 125 дворів та 20 бездвірних хат, населення становило 565 осіб. В поселенні діяли 3 винокурні, 2 водяні млини, 4 пасіки. В 1781—1787 роках село вже нараховувало 241 двір та 674 жителя. Землі належали Івану Максимовичу, Івану Базилевичу, Петру Неверовському, різним казенним людям, козакам та селянам.
В 1861 році тут проживало 1 407 осіб. Поблизу села існував хутір Михайлова Гора, де з 1845 року проживав український вчений-природознавець Михайло Максимович. На початку XX століття в Прохорівці проживало 2 400 осіб в 436 господарствах.
У березня 1919 року в селі було створено перше ТСОЗ, яке об'єднало 20 бідняцьких господарств. 1929 року на основі товариства створено першу сільгоспартіль «Новий шлях». 1930 року засновано перший колгосп «ВУАН», згодом перейменований в імені Чапаєва. В 1952 році обидва господарства об'єднались в колгосп імені Шевченка. В роки Голодомору 1932—1933 років в селі офіційно убито голодом 70 односельців. Пізніше 11 жителів комуністи депортували. 
1941 сталіністи втекли із села. З фронтів не повернулось 130 односельців.
До початку 1960-их років в Прохорівці діяла середня школа, яку в 1970-их роках було ліквідовано. В 1959 році місцевий колгосп та сусідній сушківський «Комуніст» об'єднались в єдине господарство імені Шевченка, а пізніше перейменоване в «Росія». З 1965 року Прохорівка у складі Канівського району.

## Населення

### Мовний склад
Рідна мова населення за даними перепису 2001 року:
| Мова       | Чисельність, осіб | Доля     |
| ---------- | ----------------- | -------- |
| Українська | 402               | 99,26 %  |
| російська  | 2                 | 0,49%    |
| Румунська  | 1                 | 0,25%    |
| Разом      | 405               | 100,00 % |

## Сучасність
На сьогодні в селі діють пошта, амбулаторія, сільський клуб, аптека, лісництво, декілька баз відпочинку. Прохорівський млин занедбаний і не виконує своїх функцій, використовуючись у якості складських приміщень. На землях села працюють ХПП «Гладківщанське» та СТОВ «Богатир».

## Відомі люди

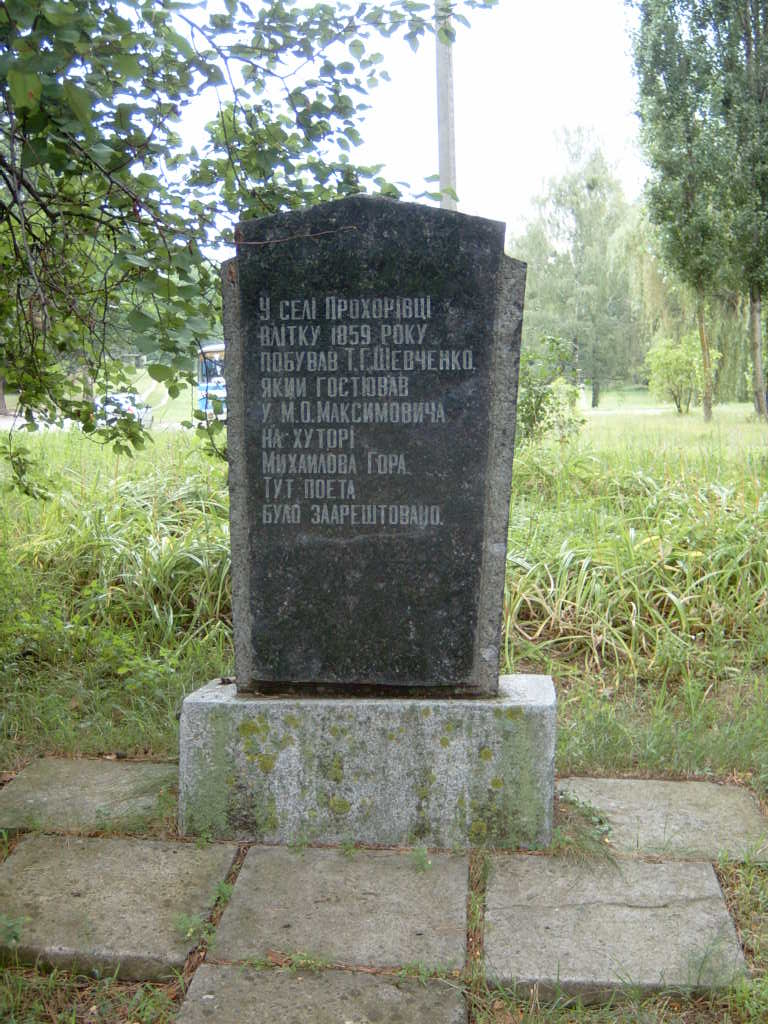
Пам'ятний знак про перебування Т. Шевченка

Декілька разів у селі бували Микола Гоголь і Тарас Шевченко (останній раз з 13 по 26 червня 1859 року). В селі проживав український політик та кінорежисер Юрій Іллєнко з дружиною, де він і похований. На Михайловій Горі також похований перший ректор Київського університету Михайло Максимович.
Зараз у селі живуть нащадки українського поета Володимира Миколайовича Сосюри.
В селі народились:
- Неверовський Дмитро Петрович — один із видатних полководців Франко-російської війни 1812;
- Михайлик Сергій Віталійович (1989—2017) — український військовик, учасник війни на сході України, старший солдат.
- Скляренко Семен Дмитрович — український письменник (за іншими джерелами — в сусідньому селі Келеберда);
- Шаровольський Іван Васильович — мовознавець й історик літератури, фахівець з германської і романської філології (тут і похований)
- Завойко Василь Степанович — російський адмірал, перший військовий губернатор Камчатки. На честь його 200-річчя у селі встановлений пам'ятник.
- Яаков Урі  (1888 — 1970) — ізраїльський політик, депутат кнесету 2-го скликання.

## Авіаційні пам’ятники

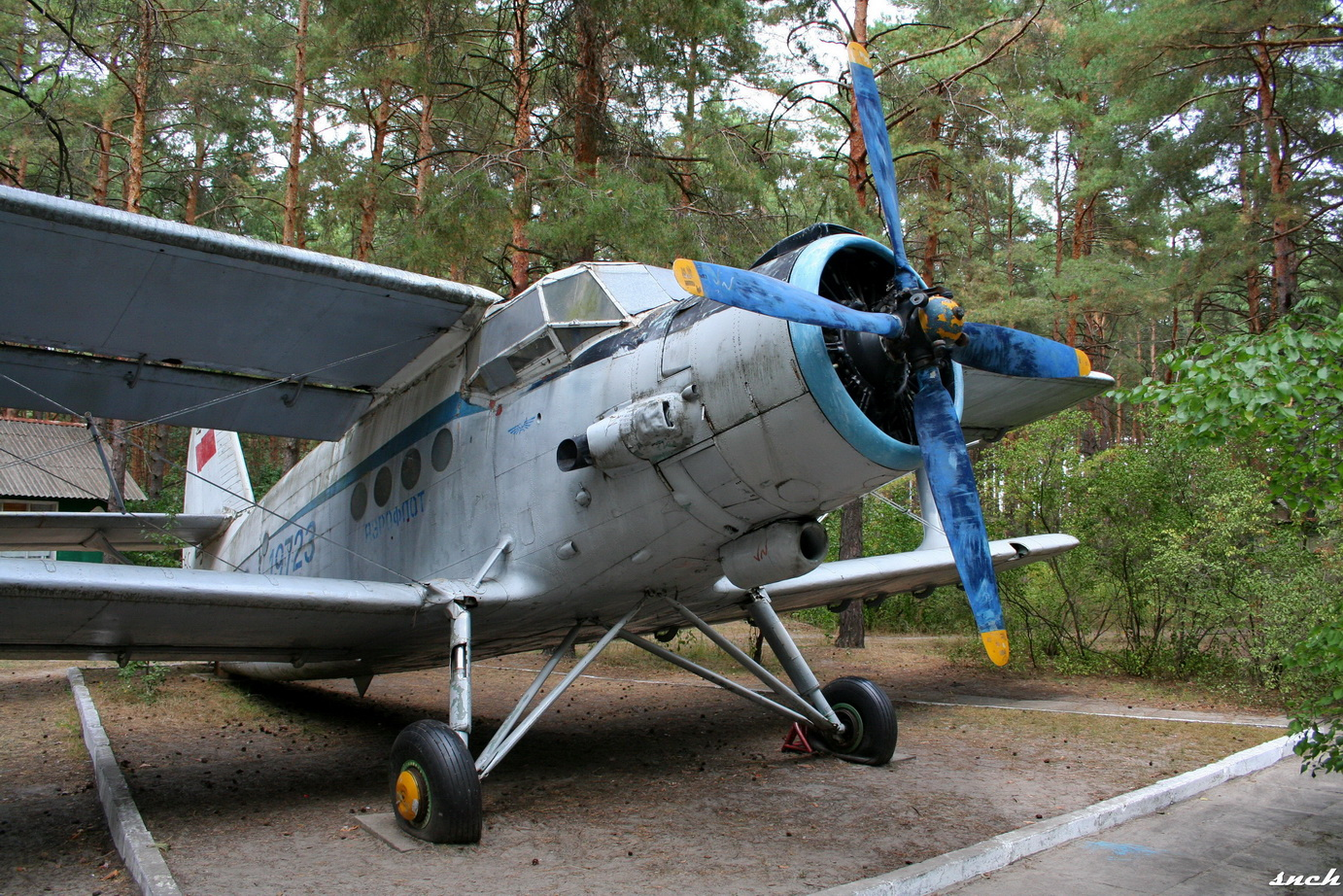
Ан-2
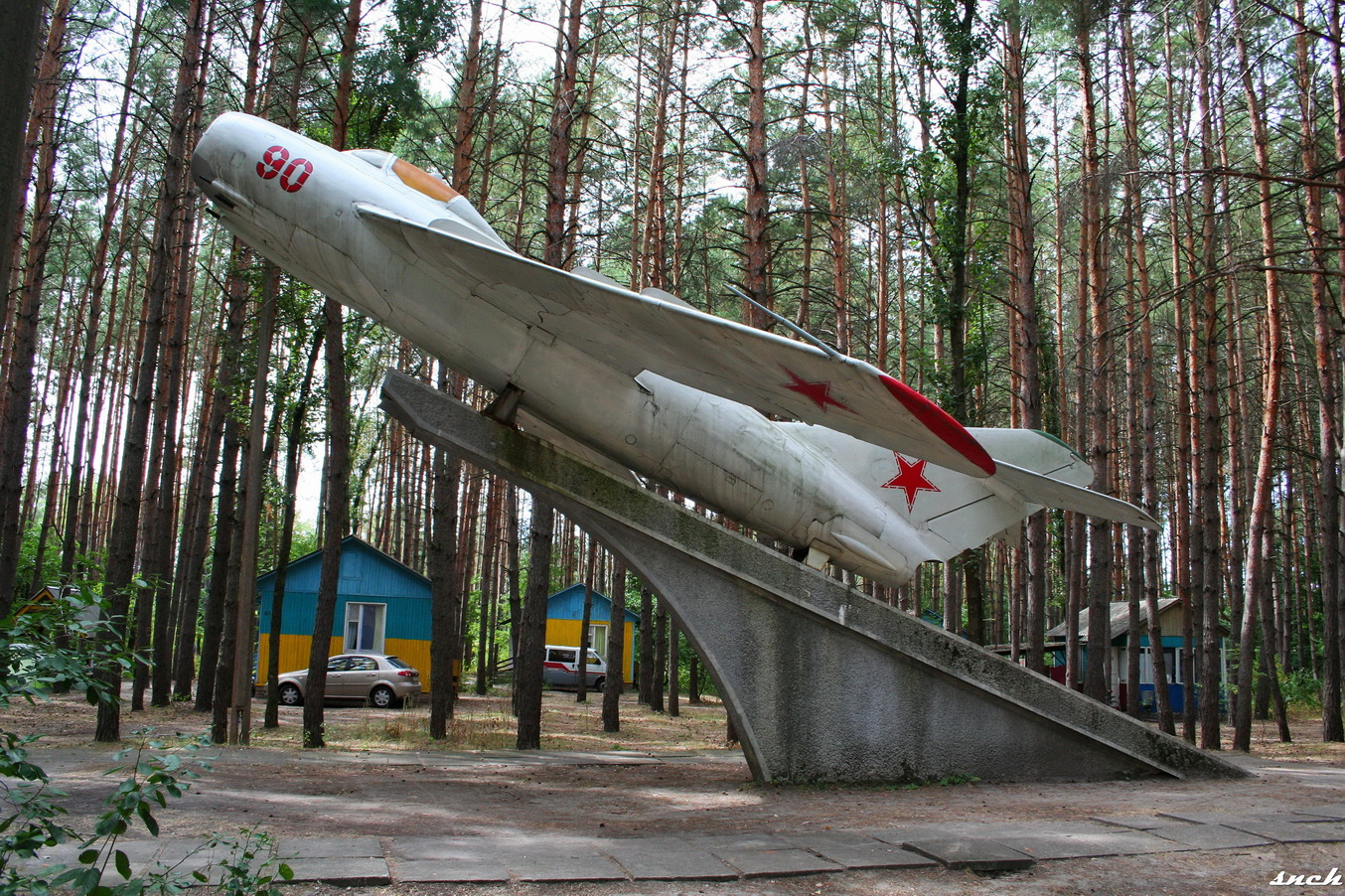
МіГ-17